# 國王兼皇帝
国王兼皇帝（拉丁語：Rex Imperator）或女王兼女皇（Regina Imperatrix），指共主邦聯君主头衔，对应君主女性配偶的头衔是王后兼皇后（Regina Imperatrix）。该头衔伴随共主邦联而存在，既表明共主邦联各组成部分的独立性与平等性，又体现君主提升地位或扩张领地的形式。

## 奧匈帝國
奧地利帝國在1867 年第一次採用帝國和皇家這種雙重頭銜，這是由於當時的德意志統治者面臨日益增長的民族主義的民族自決風潮下施行奧匈折衷方案，該法案賦予匈牙利貴族名義上和事實上的權利。這次改革復興了原本遭奧地利吞併的匈牙利王國，並因此成立了擁有雙君主制聯合國家以及「皇帝兼國王」雙重頭銜（德语:Kaiser und König，匈牙利語:Császár és Király）的奧匈帝國。
因此，哈布斯堡王朝作為奧地利皇帝統治帝國的西半部和北半部（內萊塔尼亞），並作為匈牙利國王統治匈牙利王國和外萊塔尼亞的大部分地區。匈牙利享有一定程度的自治權和在共同事務（主要是外交關係和國防）中的代表權。該聯盟的全名是「帝國議會所代表的王國和皇室領地以及匈牙利聖史蒂芬王冠領」。

## 德意志帝国
1871年1月18日，随着普法战争以普魯士王國胜利而告终，普鲁士国王威廉一世在法国凡尔赛宫鏡廳加冕为德意志皇帝，德意志帝國成立。1918年11月28日，因德意志帝國在第一次世界大战落败，德意志皇帝兼普鲁士国王威廉二世退位，德意志帝國灭亡。历任德意志皇帝与德意志皇后详见下表：
| 德意志皇帝 | 在位时间                       | 德意志皇后                               |
| ---------- | ------------------------------ | ---------------------------------------- |
| 威廉一世   | 1871年1月18日 — 1888年3月9日   | 薩克森-魏瑪-艾森納赫的奧古斯塔           |
| 腓特烈三世 | 1888年3月9日 — 1888年6月15日   | 維多利亞長公主                           |
| 威廉二世   | 1888年6月15日 — 1918年11月28日 | 石勒苏益格-荷尔斯泰因的奥古斯塔·维多利亚 |

## 英属印度
1858年随着印度民族起义被英国平定，东印度公司治下的印度交由英國政府直辖。1876年维多利亚女王被英國政府授予印度女皇头衔。1947年印巴分治，英属印度终结，印度皇帝头衔随之废除。英王兼印度皇帝的头衔是“国王—皇帝”（英語：King-Emperor）或“女王—女皇”（Queen-Empress），英国王后兼印度皇后的头衔是“王后—皇后”（Queen-Empress）。历任印度皇帝及其配偶详见下表：
| 印度皇帝     | 在位时间                       | 配偶               |
| ------------ | ------------------------------ | ------------------ |
| 维多利亚女王 | 1876年5月1日 — 1901年1月22日   | 无                 |
| 爱德华七世   | 1901年1月22日 — 1910年5月6日   | 丹麥的亞歷山德拉   |
| 乔治五世     | 1910年5月6日 — 1936年1月20日   | 特克的玛丽         |
| 爱德华八世   | 1936年1月20日 — 1936年12月11日 | 无                 |
| 乔治六世     | 1936年12月11日 — 1947年8月15日 | 伊丽莎白·鲍斯-莱昂 |